# Липковско езеро
Липковското езеро (на македонска литературна норма: Липковско Езеро; на албански: Liqeni i Likovës) е язовир в Северна Македония, в северната част на страната. Създаден е с преграждането на Липковската река, деснен приток на Кумановската река, която е приток на Пчиня, в западните склонове на Скопска Църна гора.
Стената на язовира е отдалечена на 2 километра северозападно от село Липково и на 12 километра от град Куманово. Изкуственото езеро е създадено през 1958 година. Изградена е система от тръбопроводи за снабдяване с прясна вода на Куманово, третият по големина град в Македония, но при създаването на язовира снабдяването с вода на самото село Липково е прекъснато и водата в него се кара с камиони.
Язовирът се намира на надморска височина от 478 метра. Дължината му е 1480 метра, широчината 120 метра, а обемът e 2,25 милионa m3. На 5 километра над Липковското езеро се намира язовирът Глажня.